# Félix María de Messina Iglesias
Félix María de Messina e Iglesias (Madrid, 20 de noviembre de 1798-22 de septiembre de 1872), marqués consorte de la Serna, fue un militar español que ejerció como gobernador y capitán general de Puerto Rico entre 1862 y 1865. 

## Biografía
Félix María de Messina e Iglesias nació en 1798, en la ciudad de Madrid, hijo del napolitano Rafael Messina y su esposa Rafaela Iglesias. Se casó dos veces, la segunda con María de los Dolores Garcés de Marcilla y Heredia, marquesa de la Serna, el 17 de noviembre de 1858, en Madrid.
En 1864, como capitán general y gobernador de Puerto Rico, impulsó la creación del Instituto de Voluntarios de Puerto Rico, fuerza armada civil para la defensa de la isla. En 1865, hizo obligatoria, por primera vez, la enseñanza primaria para estudiantes de ambos sexos e instauró el currículo y requisitos de graduación de normal para los maestros.
A lo largo de su carrera, el militar español obtuvo diversos cargos, en su mayoría militares, aunque también ocupó puestos de administración en la América española, logrando resaltar, al menos, en algunos de ellos, por lo que se le concedió la Cruz Laureada de San Fernando y la Gran Cruz de la Orden de Cristo:
Sus cargos fueron los siguientes: guardia de corps de la Compañía Italiana, teniente general de los Ejércitos Nacionales, capitán general de Puerto Rico, ministro de la Guerra interino (1847), director general de Estado Mayor, inspector general de Carabineros, diputado a Cortes por Barcelona (1845-1846) y senador por la provincia de Puerto Rico y Vitalicio.